# Orlestone
Orlestone is een civil parish in het bestuurlijke gebied Ashford, in het Engelse graafschap Kent met 1407 inwoners.